# Teorema de Birch
En matemàtiques, el teorema de Birch, anomenat en honor de Bryan John Birch, és un enunciat sobre la representabilitat de zero per a formes de grau senar.

## Expressió del teorema de Birch
Sigui K un cos de nombres algebraics, k, l i n són nombres naturals, r1, . . . ,rk són nombres naturals senars, i f1, . . . ,fk són uns polinomi homogeni amb coeficients en K de graus r1, . . . ,rk respectivament en n variables, llavors existeix un nombre ψ(r1, . . . ,rk,l,K) tal que
{\displaystyle n\geq \psi (r_{1},\ldots ,r_{k},l,K)}
implica que existeix un subespai vectorial V de dimensió l de Kn tal que
{\displaystyle f_{1}(x)=\cdots =f_{k}(x)=0,\quad \forall x\in V.}

## Observacions
La demostració del teorema és per inducció sobre el grau màxim de les formes f1, . . . ,fk. Essencial per a la demostració és un cas especial, que pot ser demostrat per una aplicació del mètode del cercle de Hardy-Littlewood, del teorema que estableix que si n és prou gran i r és senar, llavors l'equació és
{\displaystyle c_{1}x_{1}^{r}+\cdots +c_{n}x_{n}^{r}=0,\quad c_{i}\in \mathbb {Z} ,i=1,\ldots ,n}
té una solució en enters x1, . . . ,xn, no tots són 0.
La restricció a r senar és necessària, ja que les formes de grau parell, com les formes quadràtiques positives, poden prendre el valor 0 només a l'origen.